# Deutsche Akademie der Technikwissenschaften
Die Deutsche Akademie der Technikwissenschaften e. V. ist eine 2002 gegründete deutsche Wissenschaftsakademie für Technik und Angewandte Wissenschaften. Der private und gemeinnützige Verein tritt auch unter dem Kofferwort acatech (aus Akademie und Technik) auf.
Der Verein beabsichtigt, Politiker in technikwissenschaftlichen und technologiepolitischen Fragen zu beraten. Außerdem soll der Verein die Interessen der deutschen Technikwissenschaften im In- und Ausland vertreten. Die Akademie finanziert sich durch Institutionelle Förderung durch den Bund und die 16 Bundesländer sowie durch Spenden und projektbezogene Drittmittel.

## Geschichte
Die Idee einer nationalen Interessenvertretung der deutschen Technikwissenschaften in Form einer wissenschaftlichen Akademie entstand zum Ende des 19. Jahrhunderts. Dieser Gedanke wurde in Deutschland vor allem von dem Maschinenbauingenieur Alois Riedler 1899 initiiert, konnte sich aber nicht durchsetzen. Anders als in Schweden (Kungliga Ingenjörsvetenskapsakademien – 1919), den USA (National Academy of Engineering – 1964), Großbritannien (Royal Academy of Engineering – 1976), der Schweiz (Schweizerische Akademie der Technischen Wissenschaften – 1981) und anderen Ländern (siehe Liste der wissenschaftlichen Akademien) gab es in Deutschland bis zum Ende des 20. Jahrhunderts keine übergeordnete Interessenvertretung der Technikwissenschaften.
Am 21. November 1997 fand in Berlin die konstituierende Sitzung der Arbeitsgemeinschaft Konvent für Technikwissenschaften statt. Diese wurde auf Initiative der Berlin-Brandenburgischen und der Nordrhein-Westfälischen Akademie der Wissenschaften gegründet. Die Gründungsversammlung wählte Günter Spur zum Vorstandsvorsitzenden des Konvents. Die anfänglich rund 50 Mitglieder kamen überwiegend aus den Bereichen der Technikwissenschaften beziehungsweise den Natur-, Ingenieur- und Wirtschaftswissenschaften der beiden Gründungsakademien.
Zu den Aufgaben, die sich der Konvent für Technikwissenschaften stellte, gehörten die Förderung der Forschung und des technikwissenschaftlichen Nachwuchses, die Intensivierung internationaler Kooperationen sowie der Dialog mit Natur- und Geisteswissenschaften, Politik, Wirtschaft und Gesellschaft über die Rolle zukunftsweisender Technologien.
Um den Konvent für Technikwissenschaften für seine weitere Entwicklung auf eine breitere Basis zu stellen, beschlossen die Präsidenten der damals sieben deutschen Wissenschaftsakademien im April 2001, alle nationalen technikwissenschaftlichen Aktivitäten auf Akademieebene unter dem Dach der Union der deutschen Akademien der Wissenschaften zu bündeln. So wurde am 15. Februar 2002 der Konvent für Technikwissenschaften der Union der deutschen Akademien der Wissenschaften gegründet und im Anschluss seine Eintragung in das Vereinsregister sowie die Gemeinnützigkeit beantragt. Den Vorsitz des Vorstands übernahm Joachim Milberg, sein Stellvertreter wurde Franz Pischinger. Im Mai 2003 wurden diese Ämter durch eine Satzungsänderung in Präsident und Vizepräsident umbenannt. Der Konvent entschied sich für den Kurznamen akatech, dessen Schreibweise kurz darauf in acatech umgewandelt wurde.
Seit 2005 vergibt der Verein für auszeichnungswürdige Berichterstattung über Wissenschaft und Technik den Journalistenpreis Punkt.
Am 23. Oktober 2006 beschloss die Bund-Länder-Kommission, acatech in die gemeinsame institutionelle Förderung von Bund und Ländern aufzunehmen. Am 23. April 2007 richtete die Bund-Länder-Kommission schließlich die Empfehlung an die Regierungschefs von Bund und Ländern, „eine entsprechende Änderung der Rahmenvereinbarung Forschungsförderung“ vorzunehmen. In der Begründung für diese Entscheidung betonte die BLK, dass die Technikwissenschaften ein wichtiger Pfeiler in der Wissenschaftslandschaft sind, und würdigte das Konzept von acatech als überzeugende Grundlage für die Arbeit einer unabhängigen, national agierenden Akademie der Technikwissenschaften. Seit dem 1. Januar 2008 heißt der Verein acatech – Deutsche Akademie der Technikwissenschaften.
Acatech wirkt mit der Nationalen Akademie der Wissenschaften Leopoldina und den in der Union der deutschen Akademien der Wissenschaften zusammengeschlossenen Länderakademien bei der Erfüllung der Aufgaben einer Nationalakademie zusammen.

## Mitglieder
Wie bei anderen Wissenschaftsakademien ist die Mitgliedschaft nur durch Kooptation möglich. Neben der Empfehlung durch ein Mitglied sind außerdem zwei Gutachten möglichst von Akademiemitgliedern zu den wissenschaftlichen Leistungen des potenziellen neuen Mitglieds erforderlich. Mit Stand 13. Dezember 2024 hat die Akademie 682 Mitglieder.

## Präsidenten
- 2008–2017: Reinhard Hüttl
- 2009–2018: Henning Kagermann
- 2017–2021: Dieter Spath[10]
- 2018–2022: Karl-Heinz Streibich
- 2021–2025: Johann-Dietrich Wörner[10][11]
- 2022–2022: Reinhard Ploss[12]
- seit 2023: Thomas Weber[13]
- seit 2025: Claudia Eckert[14]